# Pand (watergang)

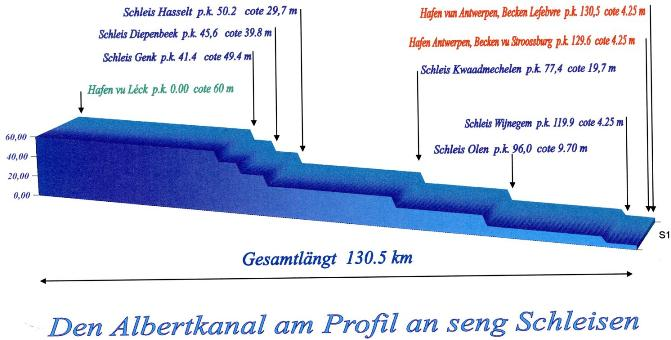
Het Albertkanaal telt zes panden

Een pand is een gedeelte van een kanaal of gekanaliseerde rivier, gekenmerkt door eenzelfde waterpeil. Om het waterpeil te controleren, zijn er stuwen en/of sluizen gebouwd aan beide uiteinden van het pand. Zij vormen telkens de overgang tussen een zgn. bovenpand en benedenpand.
Vaak vindt men het allerhoogste pand aan het begin van de waterweg, het laagst gelegen pand aan het einde. Bij verbindingskanalen moet de waterweg echter naar het midden toe klimmen, aangezien daar hogere gebieden en waterscheidingen liggen. In dit laatste geval – het hoogste pand bevindt zich in het midden van het kanaal – spreken we van een kruinpand.

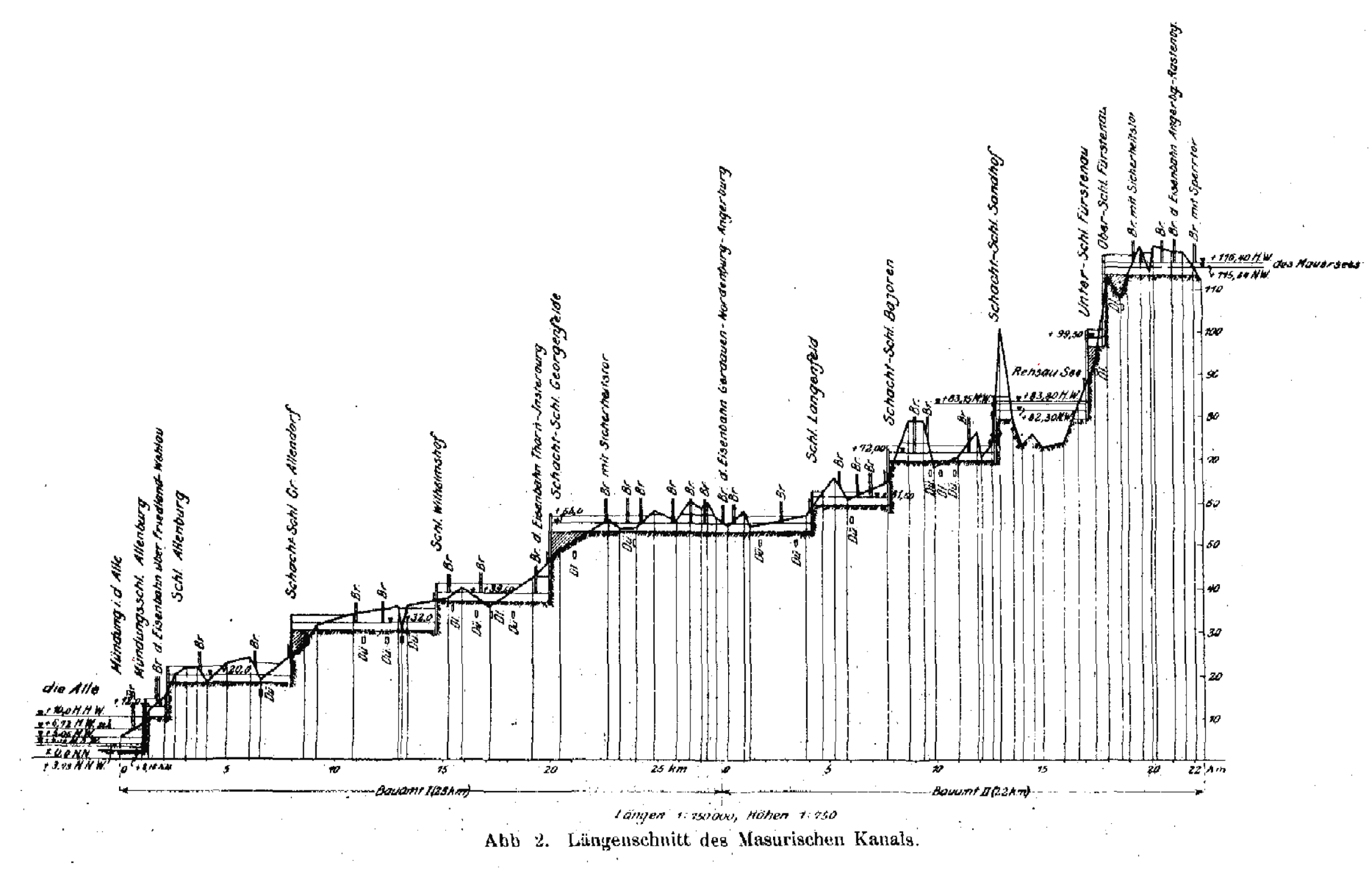
Een kanaal met aflopend lengteprofiel – Kanaal naar Mazurië, Rusland
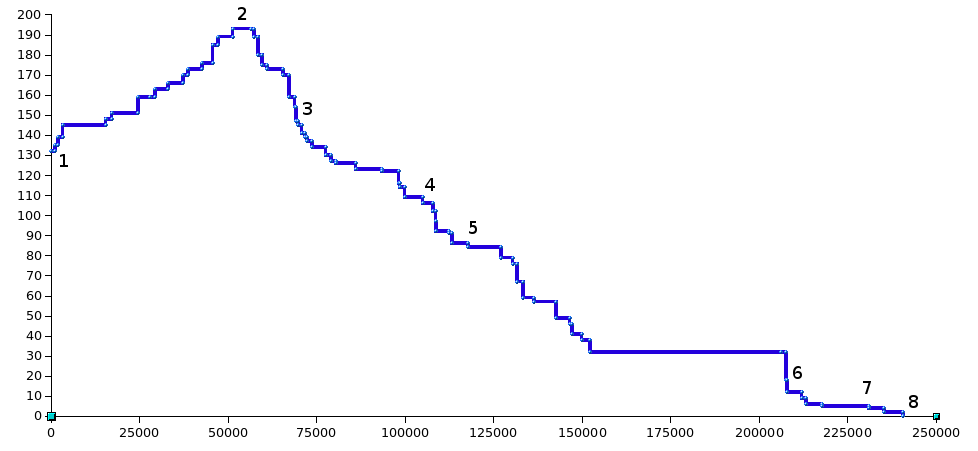
Een kanaal met kruinpand (bij #2) – canal du Midi, Zuid-Frankrijk
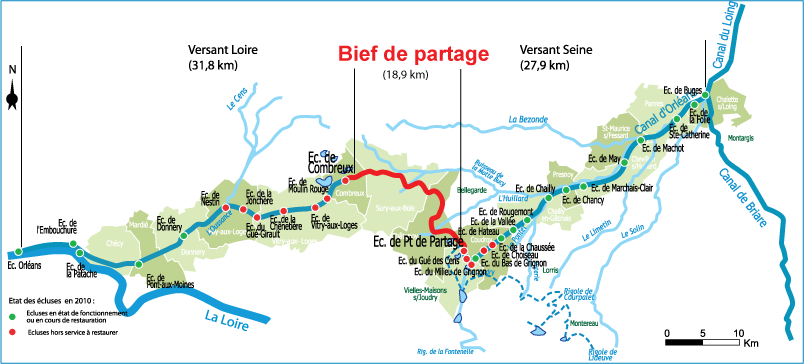
Kruinpand over de hoogte tussen de rivieren Loire en Loing – canal d'Orléans, Midden-Frankrijk